# Jaśkauszczyna (rejon łozieński)
Jaśkauszczyna (biał. Яськаўшчына) – wieś we wschodniej Białorusi (centrum administracyjne sielsowietu), w rejonie łozieńskim obwodu witebskiego.

## Geografia
Miejscowość położona jest 4 km od granicy z Rosją, 11,5 km od centrum administracyjnego rejonu (Łoźna), 47 km od Witebska.

## Demografia
W 2009 r. miejscowość zamieszkiwało 108 mieszkańców.